# Григгс, Лорел
Лорел Клэр Григгс (англ. Laurel Clair Griggs; 28 июня 2006 — 5 ноября 2019) — американская актриса-ребёнок, игравшая преимущественно в Бродвейском театре, также появлялась в фильмах и на телевидении, включая «Saturday Night Live» и небольшую роль в фильме «Светская жизнь» (2016) Вуди Аллена.

## Биография
Впервые на Бродвее появилась в возрасте 6 лет в роли Полли в пьесе «Кошка на раскалённой крыше». В мюзикле «Однажды», шедшем с 2013 по 2015 год, она сыграла Иванку. 
В спектаклях Бродвея она сыграла более тысячи ролей. 
Также она участвовала в ряде серий «Луи» и «Гуппи и пузырики».
Григгс скончалась от приступа астмы 5 ноября 2019 года, в нью-йоркской больнице Маунт-Синай. Ей было 13 лет. Она была еврейкой. 
Она похоронена на кладбище New Montefiore Cemetery.